# Dopplr
Dopplr byla sociální síť spuštěná v roce 2007, která uživatelům umožňovala vytvářet itineráře svých cestovních plánů a zjišťovat korelace s plány svých kontaktů, resp. přátel, aby si mohli uspořádat setkání v kterémkoli místě na jejich cestě. Síť je pojmenována po Christianu Dopplerovi, objeviteli dopplerova jevu. Společnost sídlila v oblasti Old Street v Londýně.

## Klíčoví lidé
- Marko Ahtisaari – Výkonný ředitel
- Matt Biddulph – Technický ředitel
- Matt Jones – Designový ředitel
- Lisa Sounio – Předsedkyně představenstva

## V tisku
V roce 2007 se Jimmy Wales, spoluzakladatel Wikipedie, v interview pro The New York Times nechal slyšet, že Dopplr je jeho oblíbená newiki síť.
Londýnský deník Evening Standard zařadil v roce 2007, a znovu v roce 2008, Matta Biddulpha a Matta Jonese, dva zakladatele sítě, mezi tisíc nevlivnějších lidí v Londýně.